# باول لوكاتيللي
باول لوكاتيللي (بالإنجليزية: Paul Locatelli)‏ هو كاهن كاثوليكي واقتصادي أمريكي، ولد في 16 سبتمبر 1938 في Boulder Creek, California ‏ في الولايات المتحدة، وتوفي في 12 يوليو 2010 في لوس غاتوس في الولايات المتحدة بسبب سرطان البنكرياس.